# Вірджил Гріссом
Вірджил Айвен Гріссом (англ. Virgil Ivan «Gus» Grissom; 3 квітня 1926, Мітчелл, Індіана — 27 січня 1967, Космічний центр імені Кеннеді, Флорида) — американський астронавт. Гріссом здійснив другий американський суборбітальний космічний політ. Потім він був першим американським командиром двомісного корабля. При цьому він першим у світі здійснив другий політ у космос (якщо вважати його перший, суборбітальний, політ космічним).
Загинув при пожежі під час випробовувань космічного корабля «Аполлон-1» разом з усім екіпажем — Едвардом Вайтом і Роджером Чаффі.
Включений до Залу слави астронавтів.
Ім'я космонавта увічнено у скульптурі «Полеглий астронавт» на Місяці (1971).